# Jon den Tyske
Jon den Tyske (færøsk: Jóan tann týski) eller Johannes Theutonicus var en katolsk præst af tysk herkomst. Han var biskop for Kirkjubøur bispedømme på Færøerne fra 1408-30. Jon befalede en undersøgelse af biskop Erlendurs lig i 1420, og konkluderede,  at Erlendur var at regne for helgen.
Jon den Tyske efterfulgte sandsynligvis islændingen Halgeir (indsat 1392, men muligvis ukonstitueret), og blev selv efterfulgt af Severinus i 1432.